# St. Galler Tagblatt
Das St. Galler Tagblatt ist eine Schweizer Regionalzeitung und die grösste Tageszeitung der Ostschweiz. Sie erscheint werktäglich für die Städte St. Gallen, Gossau sowie Rorschach und Umgebung und im Kopfblattsystem mit sieben weiteren Titeln für die übrigen Regionen der Ostschweiz. Die seit März 2013 erscheinende Ostschweiz am Sonntag  wurde von November 2017 bis Juni 2019 erst nur noch digital angeboten und dann eingestellt. Seit Juni 2019 erscheint stattdessen die Samstagsausgabe als Schweiz am Wochenende.
Das St. Galler Tagblatt wird seit dem 1. Oktober 2018 vom Medienunternehmen CH Media herausgegeben. Zuvor gehörte es der NZZ-Mediengruppe.
Das St. Galler Tagblatt ist die freisinnige Zeitung der Ostschweiz. Der frühere Chefredaktor Philipp Landmark bezeichnete sie als Zeitung mit einem «bürgerlich-liberalen Background». Umgangssprachlich wird die Zeitung in der Ostschweiz oft nur als Tagblatt bezeichnet.

## Ausgaben
- St. Galler Tagblatt (Ausgabe für die Stadt St. Gallen, Gossau und Rorschach)
- Thurgauer Zeitung (Ausgabe für den Kanton Thurgau)
- Appenzeller Zeitung (Ausgabe für die Kantone Appenzell Auserrhoden und Appenzell Innerrhoden)
- Toggenburger Tagblatt (Ausgabe für die Region Toggenburg)
- Wiler Zeitung (Ausgabe für die Region Wil)
- Werdenberger & Obertoggenburger (Ausgabe für die Regionen Werdenberg und Obertoggenburg, Herausgeberin Buchs Medien AG, eine Tochter der galledia group ag)
- Der Rheintaler/Rheintalische Volkszeitung (Ausgabe für die Region Rheintal, Herausgeberin Galledia Regionalmedien AG, eine Tochter der galledia group ag)
- Liechtensteiner Vaterland (Ausgabe für Liechtenstein, Herausgeberin Vaduzer Medienhaus AG)
- Samstagsausgabe Schweiz am Wochenende, seit Juli 2019

Das St. Galler Tagblatt ist mit einer WEMF-beglaubigten Gesamtauflage 2024 von 74'874 verkauften und 87'128 verbreiteten Exemplaren und einer Reichweite von 240'000 Leserinnen und Lesern die meistgelesene Tageszeitung der Ostschweiz.
Wie alle gedruckten Tageszeitungen muss das Hauptblatt des Mantels, das St. Galler Tagblatt, seit einigen Jahren eine stark sinkende Auflage hinnehmen. Seine verkaufte Auflage fiel von 2008 bis 2014 um 25'227 respektive fast 50 % von 52'670 auf 27'443 Exemplare. Die verkaufte Auflage der Gesamtausgabe hingegen stieg von 2008 bis 2014 dank Neuzugängen (2011 Thurgauer Zeitung, 2014 Liechtensteiner Vaterland, Rheintalische Volkszeitung, Werdenberger & Obertoggenburger) von 91'808 auf 125'042 Exemplare, bevor sie bis 2024 auf 74'874 Exemplare sank.
| Hauptblatt St. Galler Tagblatt | Gesamtausgabe |

Entwicklung der verkauften Auflage nach WEMF-Auflagebulletins. 2011 entfiel im Hauptblatt die Ausgabe für den Kanton Thurgau und kam in der Gesamtausgabe die Thurgauer Zeitung dazu.

## Teilung (Bünde)
Die Zeitung enthält zwei bzw. drei (Schweiz am Wochenende) Zeitungsbünde. Der erste Bund ist in allen Regionalausgaben gleich. Danach folgt der Lokalteil der Regionalausgaben.
- 1. Bund: Front, Thema, Inland, Ausland, Schauplatz, Wirtschaft, Börse, Sport, Focus, Wetter
- 2. Bund: Lokalteil mit lokaler und regionaler Berichterstattung, Regionalsport
- 3. Bund: Lifestyle, Kultur, Reportagen und Hintergründe (nur Schweiz am Wochenende)

## Geschichte

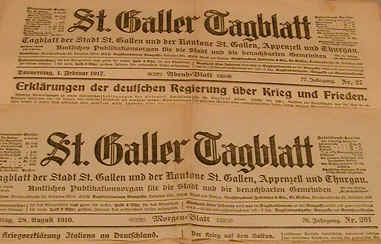
St. Galler Tagblatt 1939

Das St. Galler Tagblatt erscheint seit 1839. Der Titel lautete in den ersten beiden Jahrgängen Tagblatt der Stadt St. Gallen und der Kantone St. Gallen und Appenzell und von 1841 bis 1909 Tagblatt der Stadt St. Gallen und der Kantone St. Gallen, Appenzell und Thurgau. Anfänglich war es ein Anzeige- und Nachrichtenblatt im Kleinformat und entwickelte sich mit der Zeit zum freisinnigen Meinungsblatt, blieb aber parteiunabhängig. 1860 belief sich die Auflage auf ca. 4000 Exemplare. 1885 bis 1969 erschien es zweimal täglich, als Morgen- und Abendblatt. In den 1960er und 70er Jahren übernahm das St. Galler Tagblatt eine ganze Reihe ehemals selbständiger Zeitungen und wurde zur auflagenstärksten Tageszeitung der Ostschweiz.

Tagblattredaktor Kurt Lüthy 1959, Foto Herbert Maeder

1989 belief sich die Auflage auf ca. 70'000, 2009 auf 99'000 (mit sieben Regionalausgaben). Von 1989 bis 1995 war das St. Galler Tagblatt Trägerin der St. Galler Schule für Journalismus. 1991 übernahm die NZZ über ihre Tochtergesellschaft FPH Freie Presse Holding AG 93 % der Zollikofer AG, Verlag des St. Galler Tagblatts, 7 % verblieben bei verschiedenen Aktionären. Als regionale Konkurrenzzeitung erschien Die Ostschweiz über ein Jahrhundert lang ebenfalls am Standort St. Gallen.
Ende 1997 stellte Die Ostschweiz ihr Erscheinen ein und ging mit den noch 20'000 Abonnenten an das St. Galler Tagblatt über. Ende 1998 wurde die Zollikofer AG in St. Galler Tagblatt AG und 2015 in Tagblatt Medien Holding AG umbenannt.
Seit 1998 belieferte das Tagblatt den Mantelteil für den Volksfreund aus Flawil und die Wiler Zeitung der Buchdruckerei Flawil. 2014 übernahm die NZZ-Mediengruppe die Verlagsrechte der Wiler Zeitung.
Seit März 2013 erschien die Ostschweiz am Sonntag als siebte Print-Ausgabe des St. Galler Tagblatts. Von November 2017 bis Juni 2019 erschien sie nur noch digital, danach wurde sie zusammen mit der Zentralschweiz am Sonntag nach der letzten Ausgabe vom 30. Juni 2019 eingestellt.
Im Frühling 2016 übernahm Pascal Hollenstein, bisher stellvertretender Chefredaktor der NZZ am Sonntag, als Leiter Publizistik der NZZ-Regionalmedien die Verantwortung für die überregionalen Teile des St. Galler Tagblatts. Der seit 2009 amtierende Chefredaktor Philipp Landmark trat im Zuge dieser Neuorganisation zurück. Zum neuen Chefredaktor des St. Galler Tagblatts wurde ab August 2016 Stefan Schmid ernannt, zuvor Chef der Inlandredaktion des Zeitungsverbunds Nordwestschweiz (früher az Nordwestschweiz) der AZ Medien.
Von August 2017 bis Juni 2020 erschien jeweils donnerstags mit A Die Wochenzeitung für die Regionen St. Gallen, Gossau und Rorschach die Grossauflage des St. Galler Tagblatts mit einer verbreiteten Auflage von zuletzt 49'458 Exemplaren. Zusätzlich zur Verteilung an die Abonnenten wurde das A auch in die Briefkästen der Nichtabonnenten aus der Region verteilt. Die Wochenzeitung erschien am 4. Juni 2020 das letzte Mal.
2018 brachte die NZZ-Mediengruppe das St. Galler Tagblatt und seine Regionalausgaben zusammen mit der Luzerner Zeitung und ihren Regionalausgaben in das mit den AZ Medien gegründete Medienunternehmen CH Media ein. Als Vorbereitung dazu wurden die Holdinggesellschaften der beiden Zeitungen, Tagblatt Medien Holding AG und LZ Medien Holding AG, zur RMH Regionalmedien AG fusioniert. CH Media umfasst neben den Regionalzeitungen unter anderem auch die Radio- und TV-Stationen sowie Zeitungsdruckereien der beiden Unternehmen. Für die konzessionierten Regional-TV-Sender von AZ Medien (Tele M1 und TeleBärn) und NZZ (Tele 1 und TVO) erbringt CH Media Technik-, Produktions-, Vermarktungs- und Managementleistungen. Die Betriebsaufnahme von CH Media erfolgte am 1. Oktober 2018.
Seit 2019 erscheinen die Samstagsausgaben als Schweiz am Wochenende mit einem zusätzlichen 3. Bund mit Reportagen und Hintergründen sowie Meinungen und Kommentaren von Redaktoren und Gastautoren.
Im Januar 2022 verliess Pascal Hollenstein CH Media. Auf ihn folgte Patrik Müller, der seit 2018 die Zentralredaktion von CH Media leitet, als Publizistischer Leiter aller Regionalzeitungen von CH Media und damit auch des St. Galler Tagblatts.

## Online-Portal
1997 ist das St. Galler Tagblatt erstmals auf dem Internet zu lesen, allerdings noch ohne Bilder. 2008 führte das Tagblatt eine Online-Redaktion ein und überarbeitete den Internet-Auftritt vollständig.
Im Mai 2018 wurde das Bezahlmodell eingeführt, und seit Januar 2021 ergänzen Gemeindeseiten das redaktionelle Angebot.
Das Nachrichtenportal des St. Galler Tagblatts (tagblatt.ch) verzeichnete im Jahr 2024 429'000 Unique User pro Monat.